# 32K-445 (route russe)
La route régionale 32K-445 (32К-445, anciennement R384, aussi autoroute Kemerovo-Novokouznetsk) est une route d'importance régionale en Russie qui relie les grandes villes du bassin houiller du Kouzbass, dans l'oblast de Kemerovo.
Elle part de la capitale régionale, Kemerovo, pour atteindre après 189 kilomètres Kalatchevo, un village de la banlieue de Novokouznetsk. La route régionale est exploitée par le ministère des Transports de l'oblast de Kemerovo.
Elle est classifiée comme autoroute de Kemerovo à Leninsk-Kouznetski, faisant d'elle la seule autoroute de Sibérie. Cette partie fut construite entre 2005 et 2019. Sur le reste de son parcours, elle est classifiée comme voie express, entièrement à 2x2 voies. Cette seconde partie a été construite entre 1969 et 1996.

## Historique
La route régionale 32K-445 a été construite entre 1972 et 2019 :
- 1968 : première étude de faisabilité publiée.
- 1969 : début de la construction de la section de Leninsk-Kouznetski à Novokouznetsk.
- 1972 : ouverture à la circulation d'un premier tronçon de 4 kilomètres contournant la ville de Leninsk-Kouznetski.
- 1981 : ouverture du tronçon de Leninsk-Kouznetski à Belovo.
- 1990 : le trafic a été ouvert de la ville de Belovo à Kiselevsk.
- 1996 : le 21 octobre, la section de Leninsk-Kouznetski à Novoukouznetsk est entièrement ouverte.
- 2005 : début de la construction de l'autoroute entre Kemerovo et Leninsk-Kouznetski.
- 2006 : le 16 octobre, premier tronçon de quelques kilomètres entre Kemerovo et l'échangeur de Soukhaïa Retchka. Avec cet échangeur, la route est désormais connectée à la route fédérale R255 Novossibirsk - Irkoutsk.
- 2011 : le 29 septembre, ouverture à la circulation de la section entre l'échangeur de Soukhaïa Retchka et la sortie de Cheveli.
- 2013 : le 20 août, ouverture de la section entre la sortie Cheveli et la sortie au sud de Panfilovo.
- 2015 : début de la modernisation de la section Leninsk-Kouznetski — Novokouznteks, afin d'augmenter la vitesse maximale de cette section à 110 km/h
- 2019 : le 17 août, la route est entièrement ouverte à la circulation, avec l'achèvement de la section entre la sortie au sud de Panfilovo et Leninsk-Kouznetski[1]. La section de Kemerovo à Leninsk-Kouznetski est limitée à 130 km/h[2].
- 2020 : le 10 juillet, achèvement des rénovations sur la section Leninsk-Kouznetski — Novokouznteks. La vitesse est désormais limitée à 110 km/h, alors qu'elle oscillait avant entre 70 km/h et 90 km/h[3].

## Caractéristiques

### Description
La route régionale 32K-445 est une route d'importance régionale, c'est-à-dire qu'elle relève de la compétence du sujet fédéral et non de l'État, en l'occurrence de l'oblast de Kemerovo, au travers du ministère des Transports de l'oblast.
La route relie les principales villes du Kouzbass, bassin houiller et par extension région industrielle importante de Sibérie en Russie. Cinq des six plus grandes villes de l'oblast sont desservies par l'axe (du nord au sud) : Kemerovo, Leninsk-Kouznetski, Kisseliovsk, Prokopievsk et Novokouznetsk, seule Mejdouretchensk ne l'étant pas. En tout, 80% de la population de la région vit dans le Kouzbass, desservi par l'axe. Le trafic est de plus de 20 000 voitures/jours.
L'axe permet de raccourcir les temps de trajets vers l'ensemble du Kouzbass, mais aussi vers les sujets voisins de Krasnoïarsk, du kraï de l'Altaï et de la république de l'Altaï. Au sein même du Kouzbass, le sud montagneux de l'oblast est devenu plus accessible, comme pour la station de ski de Cheregech, la plus grande de Russie en termes de visiteurs.
L'axe est long de 189 kilomètres, compte 2 échangeurs et 27 sorties. Parmi les deux échangeurs, elle en a un dans le sud de Kemerovo avec la route fédérale R255, permettant à l'axe de se connecter à une route fédérale, en l'occurrence celle de Novossibirsk à Irkoutsk. Elle possède aussi 16 douze aires de service le long de son parcours, certaines que dans un sens.
Elle est classifiée comme une autoroute entre l'échangeur avec la R255 dans le sud de Kemerovo et l'échangeur avec la 32R-67 à Demionovka dans le nord de Leninsk-Kouznetski. C'est la partie la plus récente, construite entre 2005 et 2019, où la vitesse est limitée à 130 km/h. Cette partie est la seule autoroute de toute la Sibérie (Extrême-Orient russe exclus), d'une longueur de 62 km sur les 189 kilomètres de l'axe.
Le reste de son parcours, de Leninsk-Kouznetski à Novokouznetsk, est classifiée comme une voie rapide, avec une vitesse maximale de 110 km/h depuis 2020.

### Inauguration et rénovations

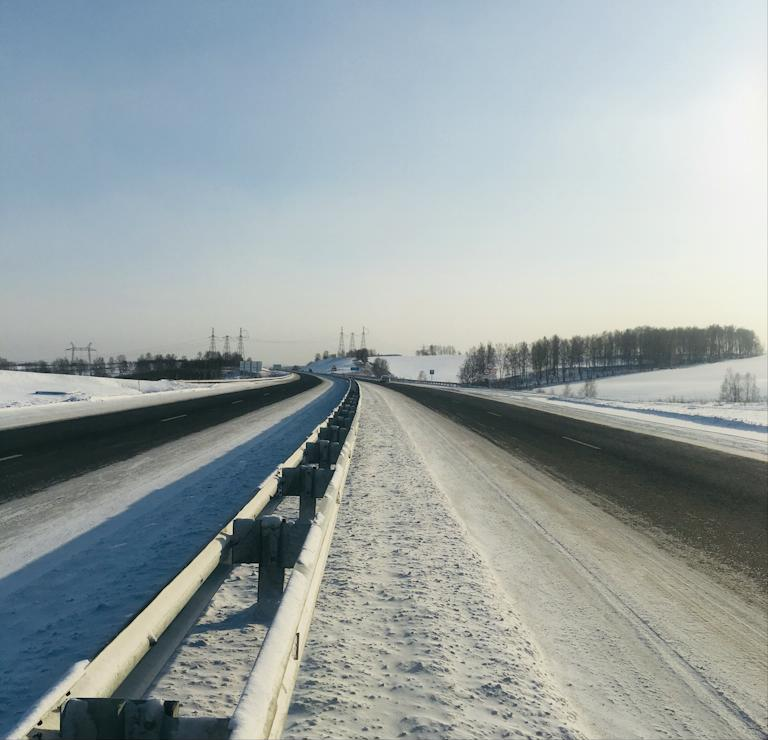
La route en hiver vers Bourlaki après rénovations.

Cette dernière partie fut ainsi ouverte en 2019, le 18 août, inaugurée en présence du gouverneur de l'oblast Sergueï Tsivilev, ainsi que par un club de motards locaux et par le président de l'Association russe des motards, Alexander Zaldastanov. Ils furent invités par le gouverneur afin de tester l'autoroute. Le président de l'Association russe des motards a déclaré lors de l'inauguration : « Le niveau de préparation de la route est impressionnant - une excellente chausée. J'ai roulé et admiré les paysages russes, c'est une vraie route vers le rêve russe ! Pour moi, l'événement d'aujourd'hui est le deuxième plus important après l'ouverture du pont de Crimée ».
Le coût total pour ces 62 km s'élève à  21,445 milliards de roubles, dont 1 milliard qui fut débloqué en 2018 par le alors président du gouvernement russe Dmitri Medvedev afin de finir dans les temps la route. L'ouverture de l'autoroute a permis de réduire le trajet à 30 minutes entre Kemerovo et Leninsk-Kouznetski, alors qu'il était avant de 1 heure 30.
Peu avant l'ouverture, en 2018, Sergueï Tsivilev a annoncé que deux tronçons de la partie Leninsk-Kouznetski - Novokouznetsk seront rénovées d'ici 2020, afin de relever la vitesse à 110 km/h. Il a déclaré qu'«une fois la réparation terminée, toute la route de Novokouznetsk  à Kemerovo sera une seule autoroute. C'est la première partie des travaux, nous prévoyons de mettre toutes les routes de la région dans un tel état. Et notre tâche est de créer au Kouzbass un tel système de transport qui aidera notre région à se développer rapidement et efficacement ».
Ces rénovations ont fini dans les temps en 2020, le 10 juillet, avec un coût total de 6,3 milliards de roubles, relevant ainsi la vitesse à 110 km/h. Elle était auparavant entre 70 km/h et 90 km/h. L'axe amélioré, long de 124 km/h, a permis de réduire le temps de trajet entre les extrémités de la route (sud de Kemerovo - Kalatchevo) à seulement 1 heure 39.

## Itinéraire
Itinéraire de la route:
Kemerovo
- Intersection avec les rues Terechkovoï et Toukhatchevskogo, à Kemerovo, km 1
- Début de la voie rapide, accès contrôlée, km 1
- Aire de service à Kemerovo (sens Kemerovo-Novokouznetsk), km 1
- : Sortie vers des quartiers de banlieue, km 1

Raïon de Kemerovo, km 2
- : Sortie vers des quartiers de banlieue, km 2
- Échangeur entre  (Novossibirsk), 32R-67 (Novostroïka) et 32K-445, km 7
- Début de la partie autoroutière, km 7

Raïon de Krapivinski, km 36
- : Cheveli, Smirnovski, km 30

Raïon de Leninsk-Kouznetski, km 40
- : Panfilovo, Tchoussovotino, km 50
- Échangeur entre 32R-67 (Demianovka et Leninsk-Kouznetski) et 32K-445 à Demianovka, km 67
- : Fin autoroute, début voie rapide, km 67
- Aire de service près de Leninsk-Kouznetski (sens Kemerovo-Novokouznetsk)
- (sens Kemerovo-Novokouznteks) : Leninsk-Kouznetski, km 71
- Aire de service près de Leninsk-Kouznetski (dans les deux sens), km 72
- : Leninsk-Kouznetski et Novogueorguievka, km 75

Okroug urbain de Leninsk-Kouznetsk, km 77
- : Leninsk-Kouznetski et Krasnoïarska, km 80Au niveau de la sortie vers Leninsk-Kouznetski et Krasnoïarska.

Okroug urbain de Polyssaïevo, km 82
- Aire de service à Polyssaïevo (dans les deux sens), km 82
- : Polyssaïevo, km 83

Okroug urbain de Belovo, km 87

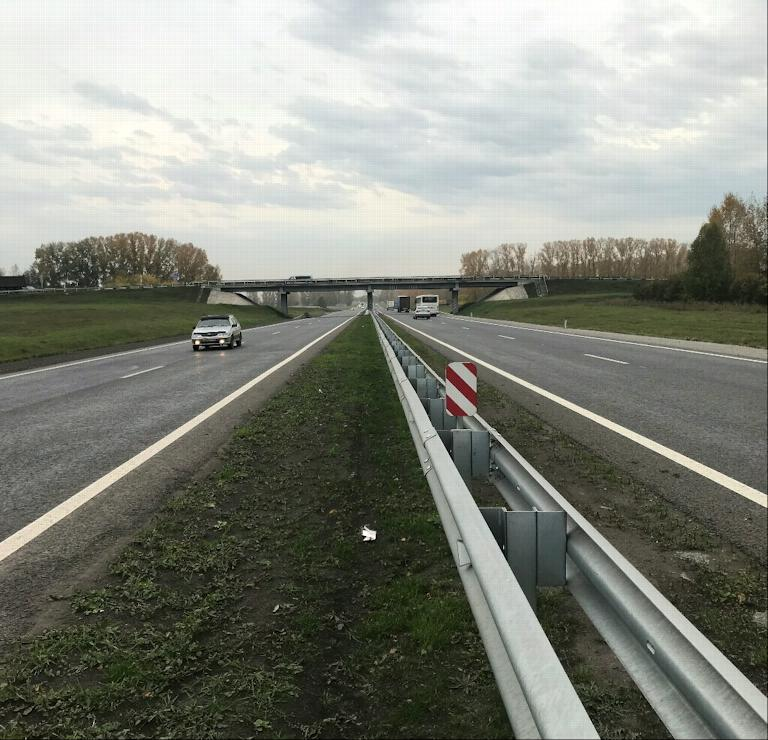
Au niveau de la sortie vers Leninsk-Kouznetski et Krasnoïarska.

- : Polyssaïevo et Mokhovo, km 88
- : Krasnogorski et Gramoteïno, km 92
- : Belovo et Gramoteïno, km 98
- Aire de service à Gramoteïno (dans les deux sens), km 98

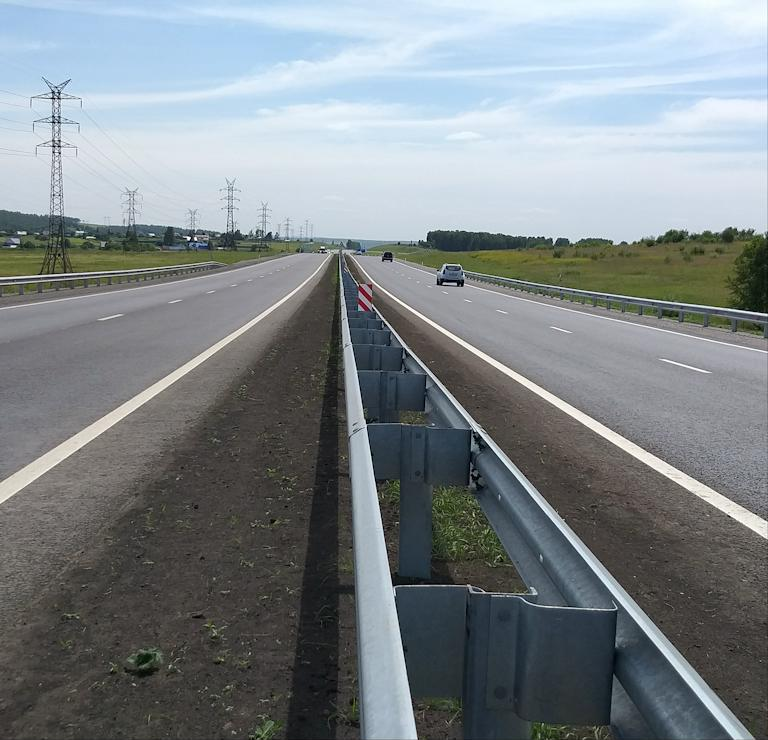
La route à Loutchevo (sur la gauche).

- (sens Novokouznetsk-Kemerovo) : Zone industrielle d'Inskoï, km 105
- (sens Novokouznetsk-Kemerovo) : Zone industrielle d'Inskoï, km 105
- Aire de service à Inskoï (dans les deux sens), km 105
- : Belovo, Vichniovka et Inskoï, km 107
- : Vichniovka et Pomortsevo, km 107
- Aire de service à Stepnoï (dans les deux sens), km 120
- : Stepnoï, km 122

Raïon de Prokopievsk, km 128
- : Karagaïla, Tikhonovka, km 132
- Aire de service vers Ivanovkha (dans les deux sens), km 137
- : Karagaïla, Ivanovka, km 138
- Aire de service vers Bourlaki (dans les deux sens), km 143
- : Karagaïlinski, Bourlaki, km 146
- : Kisseliovsk, Oustatski, km 155
- : Kisseliovsk, Terentevskaïa, km 159
- Aire de service vers Egoultys (dans les deux sens), km 163
- : Chkolni, km 164
- (sens Novokouznetsk-Kemerovo) : Zone industrielle de Klioutchi, km 171
- : Prokopievsk et Pervomaïski, km 173
- Aire de service vers Charap (sens Novokouznetsk-Kemerovo), km 176
- : Prokopievsk et Charap, km 177
- : Louchevo, km 185La route à Loutchevo (sur la gauche).
- (sens Novokouznetsk-Kemerovo) : Louchevo, km 186
- Aire de service vers Kalatchevo (dans les deux sens), km 189
- Fin, Carrefour giratoire avec 32K-2 (vers Prokopievsk et Novokouznetsk) et 32K-178 (vers Mejdouretchensk) à Kalatchevo, km 189